# Tyler Bate
Tyler Bate (ur. 7 marca 1997 w Dudley w Anglii) – brytyjski wrestler, obecnie występujący w federacji WWE w rozwojowym brandzie NXT. Bate jest zwycięzcą turnieju WWE United Kingdom Championship Tournament, a także inauguracyjnym posiadaczem WWE United Kingdom Championship. Jest najmłodszym inauguracyjnym i singlowym wrestlerem w historii federacji.

## Kariera profesjonalnego wrestlera

### Preston City Wrestling (2014–2015)
Bate zadebiutował 31 października 2014 w promocji Preston City Wrestling jako "The Iron Master" Tyler Bate na gali PCW Fright Night III, gdzie przegrał w czteroosobowej walce z Charliem Garrettem, Richem Swannem oraz Zackiem Gibsonem. Bate powrócił do PCW na gali Shooting Star w styczniu 2015, gdzie sprzymierzył się z grupą The Hunter Brothers i Ryanem Smilem. Zostali pokonani przez Pete'a Dunne'a, Damiana Dunne'a, Morgana Webstera i Marka Andrewsa.

### Chikara (od 2015)
Na początku 2015, Bate wraz z Trentem Sevenem zadebiutowali w amerykańskiej federacji Chikara, gdzie 3 kwietnia pokonali The Hunter Brothers w dark matchu, zaś trzy dni później przegrali z Devastation Corporation (Maxem Smashmasterem i Blasterem McMassivem). W ich ostatniej walce podczas tournée, Bate, Seven i Clint Margera przegrali z Pete’em Dunne’em, Damianem Dunne’em i Jimmym Havocem. Bate, Seven i Dan Moloney połączyli siły i wzięli udział w tegorocznym turnieju King of Trios pod nazwą Team Fight Club: Pro, gdzie dotarli do półfinału i zostali wyeliminowani przez The Bullet Club (AJ-a Stylesa i The Young Bucks). 21 sierpnia 2016, Seven i Bate pokonali Los Ice Creams (Hijo Del Ice Cream i Ice Cream Jr.), N_R_G (Hype Rockwella i Race'a Jaxona) oraz The Devastation Corporation i zdobyli tytuły Campeonatos De Parejas.

### Progress Wrestling (od 2016)
Bate zadebiutował w federacji Progress Wrestling na gali Chapter 28, gdzie wraz z Trentem Sevenem jako tag-team pod nazwą Moustache Mountain przegrali z Damianem i Pete’em Dunne’em. Na gali Chapter 33, Seven zaatakował Bate'a i stał się antagonistą, przy czym rozwiązał Moustache Mountain i wraz z Pete’em Dunne’em uformował tag team "British Strong Style". Na gali Chapter 39, Bate powrócił do Progress, gdzie zaatakował Jimmy'ego Havoca podczas siedmioosobowej walki o zwakowany Progress Wrestling Championship, gdzie również stał się antagonistą i sprzymierzył się z Sevenem i Dunne’em. 16 grudnia, Seven i Dunne zostali pozbawieni tytułów Progress Tag Team Championship po tym jak Dunne próbował oddać swoje złoto Bate'owi. Dwa tygodnie później na wydarzeniu Chapter 41, Seven i Bate pokonali The London Riots oraz The LDRS of the New School (Zacka Sabre Jr.'a i Marty'ego Scurlla) w three-way tag team matchu, tym samym zdobywając zawieszone tytuły tag team.

### WWE (od 2016)
15 grudnia 2016 zostało ogłoszone, iż Bate weźmie udział w 16-osobowym turnieju koronującym inauguracyjnego WWE United Kingdom Championa. 14 stycznia 2017 pokonał Tuckera w walce wieczoru gali i zakwalifikował się do ćwierćfinału. Dzień później zdołał pokonać Jordana Devlina (ćwierćfinał), Wolfganga (w półfinale) i na sam koniec Pete'a Dunne'a, wskutek czego wygrał turniej i stał się pierwszym posiadaczem tytułu. 1 lutego 2017, Bate zadebiutował w rozwojowym brandzie, gdzie podczas odcinka tygodniówki NXT obronił pas w walce z Oneyem Lorcanem. 20 maja 2017 roku na gali NXT TakeOver: Chicago stracił mistrzostwo na rzecz Pete'a Dunne'a.

## Styl walki
- Finishery
  - Tyler Driver '97 (Sitout Powerbomb double underhook powerbomb)[19]

- Inne ruchy
  - Airplane spin przeistaczany w forward fireman's carry slam[18]
  - Super diving European uppercut
  - Rolling wheel kick[18]
  - Suicide dive

- Przydomki
  - "Bate the Great"
  - "Textbook"
  - "The Iron Master"

- Motywy muzyczne
  - "Hearts on Fire"
  - "Sledgehammer"
  - "Dangerzone"
  - "Seven Nation Army" ~ The White Stripes (używany podczas współpracy z Trentem Sevenem)
  - "Love is Blindess" ~ The White Stripes (używany jako część drużyny British Strong Style[20])
  - "Get Up" ~ Charlie DeYoung (WWE/NXT; od 2017)

## Mistrzostwa i osiągnięcia
- Attack! Pro Wrestling
  - Attack! 24:7 Championship (3 razy)[21]

- Chikara
  - Chikara Campeonatos de Parejas (1 raz; obecni) – z Trentem Sevenem[22]

- Great Bear Promotions
  - Junior Heavyweight Cup (2014)[23]
  - URSA Major One Night Tournament (2013)[24]

- Kamikaze Pro
  - Kamikaze Pro Tag Team Championship (1 raz)[25] – z Danem Moloneyem
  - Relentless Division Championship (1 raz)[26]

- Progress Wrestling
  - Progress Tag Team Championship (1 raz; obecni) – z Trentem Sevenem[27]

- Shropshire Wrestling Alliance
  - SWA British Lions Championship (1 raz)[28]
  - British Lions Tournament (2014)[29]

- Westside Xtreme Wrestling
  - wXw Shotgun Championship (1 raz)[30]

- WWE
  - WWE United Kingdom Championship (1 raz; obecny)[31]
  - Zwycięzca WWE United Kingdom Championship Tournament (2017)[32]